# Dendropsophus labialis
Dendropsophus labialis és una espècie de granota que viu a Colòmbia.